# Kolonia Wola Solecka
Kolonia Wola Solecka (prononciation : [kɔˈlɔɲa ˈvɔla sɔˈlɛt͡ska]) est un village polonais de la gmina de Chotcza dans le powiat de Lipsko de la voïvodie de Mazovie dans le centre-est de la Pologne.
Il se situe à environ 6 kilomètres au sud-ouest de Chotcza (siège de la gmina), 8 kilomètres au nord-est de Lipsko (siège du powiat) et à 124 kilomètres au sud-est de Varsovie (capitale de la Pologne).
Le village possède approximativement une population de 150 habitants en 2006.

## Histoire
De 1975 à 1998, le village appartenait administrativement à la voïvodie de Radom.